# Федорково (Звонская волость)
Федорково — деревня в Опочецком районе Псковской области России. Входит в состав Звонской волости.
Расположена в 26 км к юго-востоку от города Опочка, у западного прибрежья озера Исенно (Есино).
Численность населения по состоянию на 2000 год составляла 14 человек, на 2012 год — 5 человек, на 2014 год - 1 человек. На окраине деревни и на берегу озера Исенно планируется строительство дачного отеля "ИСЕННО". 
Начало строительства запланировано на лето 2015 года. 